# N.A.M.B.
I N.A.M.B. sono un gruppo musicale italiano formatosi nel 2004 a Torino.

## Storia del gruppo
Dopo molteplici esperienze musicali, collaborazioni e remix con artisti quali 99 Posse e Morgan e live da supporto a 99 Posse, Tiromancino e Fantômas, nel 2004 iniziano a lavorare all'album di esordio, prodotto interamente dal gruppo stesso, al Superbudda Studio di Torino, e mixato da Madaski al Dub The Demon.
Il disco eponimo viene pubblicato il 28 gennaio 2005 su etichetta Mescal, con distribuzione Sony Music.
I N.A.M.B., dopo la pubblicazione dell'album, realizzano i singoli Fermo, Un istante un limite e Black Hole Sun, rivisitazione dell'omonimo pezzo dei Soundgarden, accompagnato da un video realizzato da Lorenzo Vignolo e trasmesso da MTV, All Music e tutte le maggiori emittenti televisive.
Il pezzo Sogni viene inserito, in versione strumentale, nel film A/R Andata + Ritorno del Marco Ponti, con Vanessa Incontrada e Libero de Rienzo.
Il disco porta i N.A.M.B. sui principali palchi italiani, in qualità di supporters ad artisti quali gli Chikinki e gli italiani Afterhours, con Madaski sul palco alle tastiere.
Davide in studio produce con Madaski il disco “Ulteriormente” di Francesco-C e mixa il disco “Volume 3” dei The Art Of Zapping.
Del 2006 anche la partecipazione al progetto umanitario Rezophonic di Mario Riso, con un remix del brano Can You Hear Me inserito nel disco omonimo e realizzato a quattro mani con Madaski.
A un video con Luca Pastore e lo scrittore Younis Tawfik rivisitando La cura di Franco Battiato per "Torino Capitale del Libro 2006".
A giugno esce il singolo Snake Love, prima traccia del disco, accompagnato dall'Hitchcockiano video del regista Riccardo Struchil, con conseguenti passaggi sulle principali emittenti televisive nazionali (MTV e ALL MUSIC).
Davide produce il disco della band denominata Post.
A settembre è il momento del terzo video, questa volta realizzato con l'amico regista Francesco Calabrese. Il pezzo in questione è Solo un'idea, e per l'occasione viene realizzato il video della versione inglese Crashing Apart.
Il video viene trasmesso fino a dicembre 2006 da Qoob TV, MTV Brand New ed All Music, venendo inoltre candidato al premio per la migliore fotografia del MEI.
Ad ottobre i N.A.M.B. partecipano alla compilation ConGarbo, tributo a Garbo, con una versione rivisitata di Dans une nuit ainsi realizzata insieme ai maggiori artisti italiani.
A novembre Davide si trasferisce per più di due mesi vicino a Cannes, per gettare le basi del secondo disco del gruppo, che si chiamerà bMAN, ed alla cui pre-produzione è dedicato tutto il 2007.
A maggio 2007 Davide mixa tre brani del gruppo Drink to Me, contenuti nel disco di esordio Don't Panic, Go Organic!.
Ad ottobre Davide crea il progetto Niagara insieme a Diego Perrone de I Medusa e Gabriele Ottino dei torinesi Milena Lovesick.
Nello stesso periodo Gabriele Ottino entra a far parte della formazione dei N.A.M.B. seguito successivamente da Davide Compagnoni alla batteria (Stearica, Lnripley)
Nel 2008 Davide produce il quarto disco de I Medusa I musicisti hanno facce tristi e nell'estate 2009 il secondo disco dei Drink to Me intitolato Brazil.
Nell'inverno 2009 i N.A.M.B. sono nuovamente chiusi nel Superbudda Studio di Torino per ultimare le registrazioni di BMAN.
Il disco, concept sulle avventure del protagonista BMAN (un robottino sveglio e curioso) è accompagnato da un booklet di 100 pagine di disegni realizzati da maq4ka ad illustrare le avventure del protagonista.
BMAN, mixato in autonomia dai N.A.M.B. al Superbudda Studio, e uscito il 12 ottobre 2009 con l'etichetta londinese Monotreme e distribuzione europea Cargo.
BMAN è uscito negli Stati Uniti il 23 febbraio 2010!
L.O.N., brano tratto da BMAN, è stato scelto come colonna sonora del trailer ufficiale del 13th Brooklyn International Film Festival.

## Formazione

### Formazione attuale
- Davide Tomat, voce, chitarra, tastiere, sytnh, programming, toys, batteria, produzione
- Gabriele Ottino, chitarra, tastiere, basso, backing vocals
- Davide Compagnoni, batteria

### Ex componenti
- Andrea Ghio, batteria

## Discografia

### Album
- 2005 - N.A.M.B.
- 2009 - BMAN

### Singoli
- 2005
  - Fermo
  - Un istante un limite
  - Black Hole Sun
- 2006
  - Snake Love
  - Solo un'idea
  - Crashing Apart
- 2009 Radiorace

## Videografia
- 2005 - Black Hole Sun, regia di Lorenzo Vignolo
- 2006 - Snake Love, regia di Riccardo Struchil
- 2006 - Solo un'idea/Crashing Apart, regia di Francesco Calabrese
- 2009 - Radiorace, regia di Francesco Calabrese, Francesco Boerio e Fabio Tonetto.